# Argostemma urticifolium
Argostemma urticifolium är en måreväxtart som beskrevs av George King. Argostemma urticifolium ingår i släktet Argostemma och familjen måreväxter. Inga underarter finns listade i Catalogue of Life.